# Espagne au Concours Eurovision de la chanson 1985
L'Espagne a participé au Concours Eurovision de la chanson 1985 le 4 mai à Gothembourg, en Suède. C'est la 25e participation espagnole au Concours Eurovision de la chanson.
Le pays est représenté par la chanteuse Paloma San Basilio et la chanson La fiesta terminó (en), sélectionnées en interne par la TVE.

## Sélection interne
Le radiodiffuseur espagnol, Televisión Española (TVE), choisit en interne l'artiste et la chanson représentant l'Espagne au Concours Eurovision de la chanson 1985.
| Artiste            | Chanson                | Langue   | Traduction           |
| ------------------ | ---------------------- | -------- | -------------------- |
| Paloma San Basilio | La fiesta terminó (en) | Espagnol | La fête est terminée |

Lors de cette sélection, c'est la chanson La fiesta terminó, interprétée par Paloma San Basilio, qui fut choisie. Le chef d'orchestre sélectionné pour l'Espagne à l'Eurovision 1985 est Juan Carlos Calderón.

## À l'Eurovision

### Points attribués par l'Espagne
| 12 points | Italie      |
| 10 points | Allemagne   |
| 8 points  | Israël      |
| 7 points  | Grèce       |
| 6 points  | Finlande    |
| 5 points  | Royaume-Uni |
| 4 points  | Irlande     |
| 3 points  | Turquie     |
| 2 points  | Suède       |
| 1 point   | Norvège     |

### Points attribués à l'Espagne
| 12 points | 10 points     | 8 points   | 7 points             | 6 points              |
| --------- | ------------- | ---------- | -------------------- | --------------------- |
| - Turquie |               | - Finlande |                      | - Grèce               |
| 5 points  | 4 points      | 3 points   | 2 points             | 1 point               |
|           | - Royaume-Uni |            | - Irlande - Portugal | - Chypre - Luxembourg |

Paloma San Basilio interprète La fiesta terminó en 5e position lors de la soirée du concours, suivant le Danemark et précédant la France.
Au terme du vote final, l'Espagne termine 14e sur 19 pays participants, ayant reçu 36 points au total,.